# HFC Haarlem in het seizoen 1999/00
Het seizoen 1999/2000 was het 46e jaar in het bestaan van de Haarlemse betaaldvoetbalclub HFC Haarlem. De club kwam uit in de Nederlandse Eerste divisie en eindigde daarin op de 16e plaats. Tevens deed de club mee aan het toernooi om de KNVB Beker, hierin werd in de derde ronde, na verlenging, verloren van Dordrecht '90 (1–2).

## Wedstrijdstatistieken

### Eerste divisie
|       | ADO Den Haag | Dordrecht '90 | Eindhoven | Emmen | Excelsior | Go Ahead Eagles | FC Groningen | Helmond Sport | Heracles Almelo | NAC   | RBC Roosendaal | Telstar | TOP Oss | BV Veendam | FC Volendam | VVV   | FC Zwolle |
| ----- | ------------ | ------------- | --------- | ----- | --------- | --------------- | ------------ | ------------- | --------------- | ----- | -------------- | ------- | ------- | ---------- | ----------- | ----- | --------- |
| Thuis | 1 – 1        | 2 – 4         | 4 – 5     | 2 – 4 | 1 – 0     | 1 – 4           | 2 – 4        | 1 – 2         | 2 – 2           | 0 – 1 | 1 – 2          | 1 – 3   | 4 – 1   | 4 – 0      | 2 – 2       | 4 – 1 | 0 – 2     |
| Uit   | 0 – 1        | 2 – 0         | 0 – 4     | 1 – 4 | 4 – 0     | 1 – 1           | 4 – 2        | 1 – 0         | 2 – 0           | 6 – 1 | 2 – 1          | 1 – 2   | 2 – 1   | 2 – 3      | 1 – 0       | 2 – 2 | 3 – 0     |

### KNVB Beker
| Groepsfase                                       | HFC Haarlem                                                 | 3 – 2 (1 – 2)                      | AFC '34                                            |
| 3 augustus 1999 Plaats: Haarlem Jan Gijzenkade   | Dion Esajas 23' Carlos Hasselbaink 49' Fernando Derveld 85' |                                    | 5' Ferry Moleman 35' (pen.) Patrick Kooge          |
| Groepsfase                                       | Rijnsburgse Boys                                            | 0 – 3 (0 – 0)                      | HFC Haarlem                                        |
| 10 augustus 1999 Plaats: Haarlem Jan Gijzenkade  |                                                             |                                    | 58' André Kemper 63' Wouter Kos 73' Jan Oosterhuis |
| Groepsfase                                       | HFC Haarlem                                                 | 0 – 0                              | FC Lisse                                           |
| 17 augustus 1999 Plaats: Haarlem Jan Gijzenkade  |                                                             |                                    |                                                    |
| 2e ronde                                         | HFC Haarlem                                                 | 3 – 1 (2 – 0)                      | AGOVV                                              |
| 23 september 1999 Plaats: Haarlem Jan Gijzenkade | Wouter Kos 35', 40' Carlos Hasselbaink 81'                  |                                    | 59' Erkan Bocu                                     |
| 3e ronde                                         | Dordrecht '90                                               | 2 – 1 (0 – 1, 1 – 1) Na verlenging | HFC Haarlem                                        |
| 28 oktober 1999 Plaats: Haarlem Jan Gijzenkade   | Marco Boogers 48' Jermaine Sandvliet 102'                   |                                    | 26' Jan Oosterhuis                                 |

## Statistieken HFC Haarlem 1999/00

### Eindstand HFC Haarlem in de Nederlandse Eerste divisie 1999 / 2000
| Stand | Gespeeld | Gewonnen | Gelijk | Verloren | Punten | Doelpunten voor | Doelpunten tegen |
| ----- | -------- | -------- | ------ | -------- | ------ | --------------- | ---------------- |
| 16e   | 34       | 9        | 5      | 20       | 32     | 54              | 72               |

### Topscorers
| #                 | Naam               | Goal |
| ----------------- | ------------------ | ---- |
| 1.                | Junas Naciri       | 11   |
| 2.                | André Kemper       | 9    |
| 3.                | Sander Oostrom     | 8    |
| 4.                | Wouter Kos         | 5    |
| 4.                | Jan Oosterhuis     | 5    |
| 6.                | Dion Esajas        | 4    |
| 6.                | Carlos Hasselbaink | 4    |
| 8.                | Mauricio Cabeza    | 2    |
| 8.                | Stanley Strobbe    | 2    |
| 10.               | Gertjan Tamerus    | 1    |
| Onbekend doelpunt |                    |      |
| –                 | Onbekend           | 1    |
| Totaal            | Totaal             | 54   |

| #      | Naam               | Goal |
| ------ | ------------------ | ---- |
| 1.     | Wouter Kos         | 3    |
| 2.     | Jan Oosterhuis     | 2    |
| 2.     | Carlos Hasselbaink | 2    |
| 4.     | Fernando Derveld   | 1    |
| 4.     | Dion Esajas        | 1    |
| 4.     | André Kemper       | 1    |
| Totaal | Totaal             | 10   |